# 約瑟夫·瑪麗亞·何內-朗斯基
約瑟夫·瑪麗亞·何內-朗斯基（波蘭語： [ˈjuzɛf ˈxɛnɛ ˈvrɔj̃skʲi]；法語： [ʒɔzɛf ɔɛne vʁɔ̃ski]，1776年8月23日—1853年8月9日）是一名波蘭哲學家、數學家、物理學家、發明家、律師、神秘學家和經濟學家。他於1776年出生在一個市政建築師的家裡，名叫何內，但在1815年改名為約瑟夫·朗斯基。後來他把自己的名字改為約瑟夫·瑪麗亞·何內-朗斯基，沒有使用他家原來的法語拼寫何內（Hoëné）。在他的一生中，無論是在波蘭語還是法語中，他都沒有被稱為何內-朗斯基；在他的祖國波蘭，常用的法語音譯約瑟夫·何內-朗斯基也不是他的正式名字（儘管這可能是他在某些工作中選擇的法語名字）。
1803年，朗斯基加入馬賽天文台，但由於他的理論被認為是宏大的垃圾而被迫離開天文台。在數學方面，朗斯基針對約瑟夫·拉格朗日對無限級數的使用，提出一種新穎的函數級數擴展。朗斯基的新數列中的係數形成了朗斯基行列式，這是托馬斯·穆爾在1882年命名的一個行列式。

## 延伸閱讀
- Lazare Augé: Notice sur Hoené Wronski; suivi du portr. de Wronski par Mme Wronski, née s. de Montferrier de plus. acad. Paris : Libr. philos. de Ladrange, 1865[3]
- Samuel Dickstein: Hoene Wroński : jego życie i prace (Hoene Wronski: His Life And Works), Jagiellonian University Press Cracow, 1896.
- Francis Warrain: L'œuvre philosophique de Hoené Wronski, Textes, commentaires et critique. (Three volumes), Paris, Éditions Véga, 1933, 1936, 1938.

## 外部連結
- 开放图书馆中約瑟夫·瑪麗亞·何內-朗斯基的著作
- 約翰·J·奧康納; 埃德蒙·F·羅伯遜, ,  （英语）
- Piotr Pragacz, Notes on the life and work of Jozef Maria Hoene-Wronski （页面存档备份，存于）, preprint (March  2007)
- J. Hoëné de Wronski, Introduction à la philosophie des mathématiques, et technie de l'algorithmie, 1811
- Roman Murawski, "The Philosophy of Hoene-Wronski" in: Organon 35, 2006, pp. 143–150